# Grigorij Bojkaczow
Grigorij Miefodjewicz Bojkaczow (ros. Григорий Мефодьевич Бойкачёв, ur. 19 kwietnia 1906 w Malewiczach w guberni mohylewskiej, zm. 10 lutego 1975 w Moskwie) – radziecki polityk, I sekretarz Komitetu Obwodowego WKP(b) w Wielkich Łukach (1944-1950), I sekretarz Północnokazachstańskiego Obwodowego Komitetu KPK (1956-1958).
1925-1927 przewodniczący rady wiejskiej w rodzinnej wsi, od 1927 w WKP(b), sekretarz komórki Komunistycznej Partii (bolszewików) Białorusi, 1928-1930 przewodniczący rolniczej spółdzielni kredytowej, 1930-1933 studiował w Moskiewskim Instytucie Dziennikarstwa, po czym został redaktorem odpowiedzialnym gazety rejonowej. Od września 1937 zastępca redaktora odpowiedzialnego gazety "Sowietskaja Biełorussija", od kwietnia do sierpnia 1938 kierownik działu życia partyjnego w redakcji tej gazety, później jej redaktor odpowiedzialny. W 1939 pełnomocnik KC KP(b)B w obwodzie witebskim, od 16 listopada 1939 do 22 grudnia 1940 sekretarz KC KP(b)B i członek Biura Politycznego KC KP(b)B, 1940-1942 słuchacz Wyższej Szkoły Organizatorów Partyjnych przy KC WKP(b). Od 1941 organizator odpowiedzialny KC KP(b)B, od sierpnia 1944 do lipca 1950 I sekretarz Komitetu Obwodowego WKP(b) w Wielkich Łukach. 1950-1953 zastępca szefa Zarządu Głównego Zarządu ds. Wydawnictw, Poligrafii i Handlu Książkami przy Radzie Ministrów ZSRR, 1953-1954 zastępca dyrektora Państwowego Wydawnictwa Sztuk Plastycznych Ministerstwa Kultury ZSRR, 1954-1955 pełnomocnik KC KPZR do tworzenia nowych sowchozów zbożowych w obwodzie kustanajskim. 1955-1956 II sekretarz, a od 1956 do stycznia 1958 I sekretarz Północnokazachstańskiego Obwodowego Komitetu KPK. 1958-1959 słuchacz kursów przy KC KPZR, 1959-1963 szef Głównego Zarządu Wydawnictw i Przemysłu Poligraficznego Ministerstwa Kultury Białoruskiej SRR, 1963-1970 zastępca przewodniczącego Państwowego Komitetu Rady Ministrów Białoruskiej SRR ds. wydawnictw, poligrafii i handlu książkami, następnie na emeryturze. Deputowany do Rady Najwyższej ZSRR.

## Odznaczenia
- Order Czerwonego Sztandaru Pracy (dwukrotnie, m.in. 28 lutego 1939)
- Order Wojny Ojczyźnianej II klasy
- Order Czerwonej Gwiazdy